# Olios insignifer
Olios insignifer är en spindelart som beskrevs av Pater Chrysanthus 1965. Olios insignifer ingår i släktet Olios och familjen jättekrabbspindlar. Inga underarter finns listade i Catalogue of Life.